# 元気ロケッツ I -Heavenly Star-
『元気ロケッツ I -Heavenly Star-』（げんきロケッツ・ワン ヘヴンリー・スター）は、2008年7月2日にavex traxから発売された元気ロケッツのアルバムである。

## 概要
元気ロケッツ1枚目のオリジナルアルバム。「Heavenly Star」「Breeze」「Star Line」のミュージックビデオとライブアースでのデビューライブの模様を収めたDVDとの2枚組仕様。初回限定盤はスリーブケース付。
海外向けのデジタル配信はボーナストラックが異なる。
iTunes Store スタッフは、「シングル曲を筆頭に、アッパーなビートと清涼感のあるアレンジ、センチメンタルなメロディが組み合わさった楽曲が詰め込まれた1枚。唯一の非ダンス・トラックであり、日本語詞にも挑戦しているストレートなピアノ・バラード Never Ever は白眉の出来。アルバムのハイライトとも言える感動を呼ぶ美しい楽曲に仕上がっている。見事なまでにツボをおさえたプロダクションとアルバム構成に舌を巻かずにはいられないウェルメイドな作品。」と賞賛している。

## 収録曲
サウンドプロデュース：玉井健二・水口哲也
全作詞：水口哲也・玉井健二・深野香
ボーカル：Lumi（ローズ・レイチェル、宮原永海）
コーラス：大日方治子 (#2, 3, 4, 5, 8, 10, 11)・益子ふみえ (#2)
アディショナルボイス：及川リン (#5)
ギター：名越由貴夫 (#4, 11)

### 国内CD
1. Prologue -Earth Rise-
作曲：田中ユウスケ、編曲：Headwaters
初収録。Heavenly Star (Count Down Remix) をカットしたものが収録されている。
2. Breeze
作曲：田中ユウスケ、編曲：田中ユウスケ・玉井健二
トヨタテクニカルディベロップメント CMソング。
3. Smile
作曲：田中ユウスケ、編曲：飛内将大・百田留衣・田中ユウスケ・玉井健二
メナード フェイシャルサロン CMソング。
4. Star Line
作曲：原田卓也、編曲：原田卓也・袖山佳史・玉井健二
PARCO 4days Sale CMソング。
5. Heavenly Star
作曲：田中ユウスケ、編曲：田中ユウスケ・玉井健二
デビュー曲。多くのテレビ番組で使用されている。
ゴールド認定（シングルトラック、日本レコード協会）[3]
6. Intermediate -Orbit Swimming-
作曲：田中ユウスケ・A-bee・飛内将大、編曲：袖山佳史・玉井健二
初収録。
7. I Will
作曲：飛内将大、編曲：飛内将大・袖山佳史・玉井健二
初収録。
8. Star Surfer
作曲：A-bee、編曲：A-bee・玉井健二
初収録。好評につき発売から2年後の2010年に3D映像のミュージックビデオが制作された。
9. Never Ever
作曲：飛内将大、編曲：飛内将大・百田留衣・玉井健二
初収録。前半は英語、後半は日本語で歌っている。
10. Fly!
作曲：野間康介、編曲：百田留衣・玉井健二
初収録。
11. Star Line (Japanese Ver.)
作曲：原田卓也、編曲：原田卓也・袖山佳史・玉井健二
初収録。ボーナストラック。
12. Breeze: Summer Afternoon Mix
作曲：田中ユウスケ、編曲：DJ Takashiro
初収録。ボーナストラック。
13. Breeze: Star Breeze Mix
作曲：田中ユウスケ、編曲：metalmouse
初収録。ボーナストラック。

### 付属DVD
1. Heavenly Star
2. Breeze
3. Star Line
4. Debut Live@LIVE EARTH - 2007.07.07

### 海外デジタル配信
1. Prologue -Earth Rise-
2. Breeze
3. Smile
4. Star Line
5. Heavenly Star
6. Intermediate -Orbit Swimming-
7. I Ｗill
8. Star Surfer
9. Never Ever
10. Fly!
11. Heavenly Star (Glorious Remix)
12. Breeze (Champagne Breeze Mix)
13. Star Line (Stratos Mix)
14. Smile (Chemistry of Sound Mix)
15. Star Surfer (Passionate Mix)